# آلبرت هانکی
آلبرت هانکی (انگلیسی: Albert Hankey; ۲۴ مهٔ ۱۹۱۴ – ۱۹۹۸ (۸۳−۸۴ سال)) بازیکن فوتبال بود.
از باشگاه‌هایی که در آن بازی کرده‌است می‌توان به باشگاه فوتبال چارلتون اتلتیک اشاره کرد.